# Enrofloxacino
Enrofloxacino é um antibiótico da classe das fluoroquinolonas utilizado em veterinária. Inibidor de DNA girase, tem um amplo espectro de ação. Geralmente é biotransformado em ciprofloxacino (maioria dos animais).

## Atividade
O medicamento é efetivo contra:
- Pseudomonas aeruginosa
- Klebsiella
- Escherichia coli
- Enterobacter
- Campylobacter
- Shigella
- Salmonella
- Aeromonas
- Haemophilus
- Proteus
- Yersinia
- Serratia
- Vibrio
- Brucella
- Chlamydia trachomatis
- Staphylococcus
- Mycoplasma
- Mycobacterium